# Max Josef Metzger

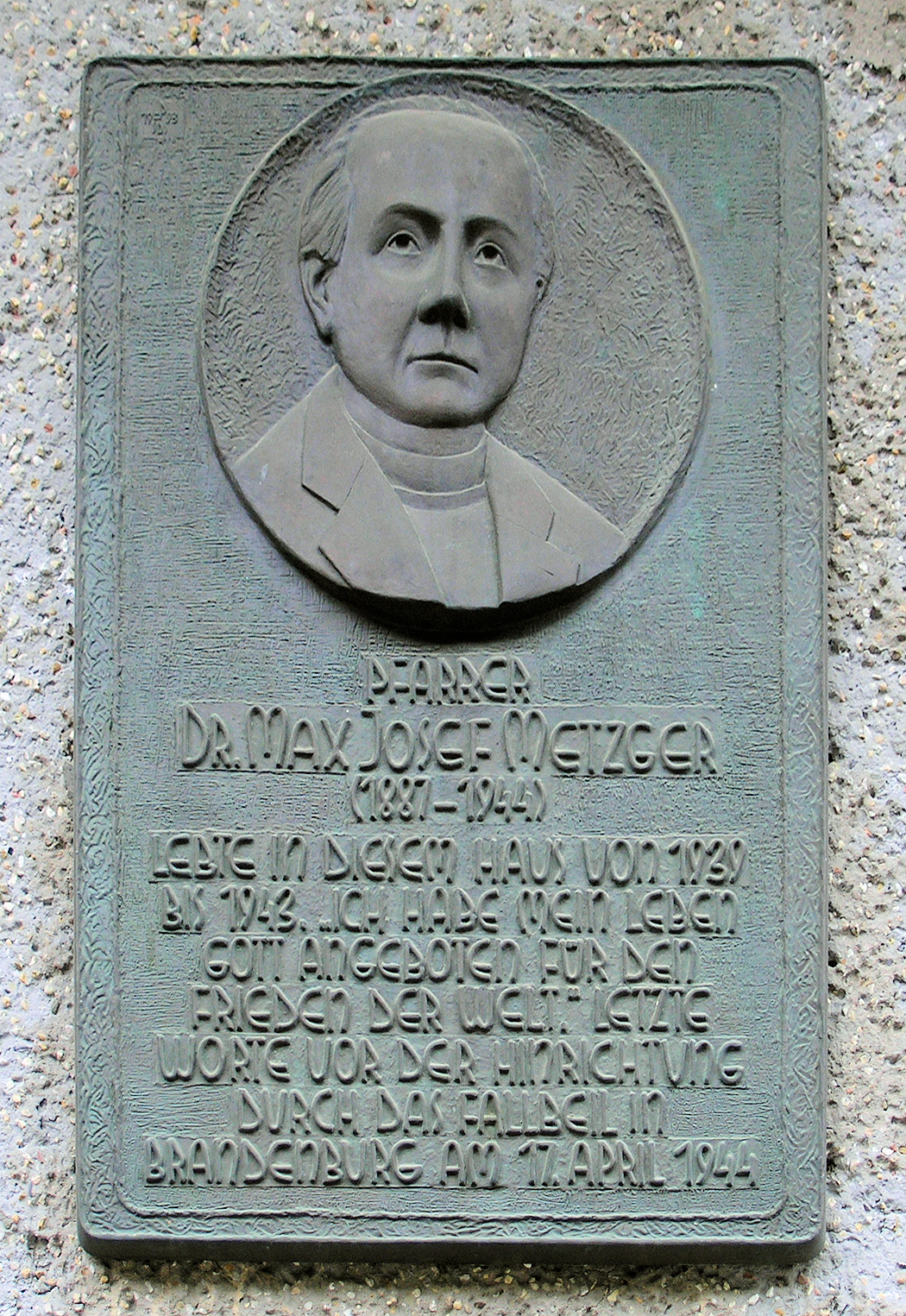
Memorial a Max Josef Metzger.

Max Josef Metzger (Schüpfheim, Alemanya, 3 de febrer de 1887 – presó de Brandenburg-Görden, 17 d'abril de 1944) va ser un sacerdot catòlic i pacifista alemany, executat pels Nazis durant la Segona Guerra Mundial.

## Biografia

### Joventut i primera guerra mundial
Va estudiar al lycee a Konstanz, on va coincidir amb Martin Heidegger. Metzger hi va donar una conferència sobre la "Història del Monestir de Reichenau". Un dels seus professors es deia Pacius, era un demòcrata i pacifista que ensenyava llengües modernes. Posteriorment, va estudiar a les universitats de Friburg alemanya i Friburg suïssa, on es va doctorar en teologia. El 1911 va ser ordenat sacerdot catòlic per la diòcesi de Fribourg, i va començar la seva feina parroquial. Va servir com a capellà militar voluntari per a les forces de l'Alemanya Imperial durant la Primera Guerra Mundial. El 6 de maig de 1915 li van atorgar la creu de ferro i va deixar el front a causa del seu delicat estat de salut. La seva experiència en les línies del front el van fer un ferm defensor del pacifisme i l'antimilitarisme.

### Activisme pacifista
El 1916 Metzger va publicar Frieden auf Erden (Pau a la Terra), un pamflet que instava a acabar la guerra. Es va traslladar a Graz, on va ser secretari de la Lliga Catòlica de la Creu d'Àustria, una organització dedicada a educar sobre els perills de l'alcoholisme. El 1918 va establir la Mondpaca Ligo de la Blanka Kruco [la lliga per la pau mundial de la creu blanca], inspirat en la Creu Roja. Aquesta associació feia servir la llengua auxiliar internacional esperanto com a llengua de treball. Metzger també es va implicar en l'establiment de l'Associació per la Pau dels Catòlics Alemanys, que també feia servir per als seus contactes internacionals la llengua creada per Zamenhof.
Després de la guerra i del tractat de Versalles, Metzger va ser el primer ciutadà alemany que va rebre oficialment el permís per parlar en públic a França. També va rebre la invitació a participar en les negociacions preparatòries de la fundació de la Lliga de Nacions.

### Ecumenisme
El 1920 va fundar la Internacio Katolika o Internacional Catòlica. De 1921 a 1924 Metzger va editar la revista d'aquesta organització, Katolika Mondo (Món catòlic), a Graz. El 1920 va conèixer el Papa Benedict XV, qui el va animar a treballar pel desarmament a Europa. Defensor d'una idea ecumènica de pau, aviat va ser conegut com un dels principals pacifistes alemanys de l'època.
El 1926 es va traslladar a Meiningen, on ell i la seva comunitat (Societas Christi Regis) havien estat convidats a dirigir les propietats de la caritat catòlica. El 1938, Metzger va fundar l'associació cristiana Una Sancta, un grup dedicat al re-unificació de l'església catòlica i luterana.

### Anti-nazisme
Amb l'ascens al poder del dictador Adolf Hitler el 1933, Metzger va ser arrestat diversos cops per la Gestapo. El 1943, va escriure un memoràndum sobre la reorganització de l'estat alemany i la seva integració a un sistema futur de pau mundial. Quan va intentar fer-lo arribar a l'arquebisbe d'Uppsala, Erling Eidem, Metzger va ser denunciat pel missatger, que era una agent de la Gestapo. Metzger va ser arrestat el 29 de juny de 1943. Va ser condemnat a mort pel tribunal del poble de Roland Freisler, un dels més temuts i implacables jutges del nazisme. Més de mig any va passar Metzger encadenat a una cel·la, esperant la mort. Allà escrivia en lletres petites en els espais buits d'una bíblia, l'únic llibre que li era permés de tenir. Va escriure-hi poemes i també va compondre peces musicals.

### Mort i llegat
Metzger va ser executat el 17 d'abril de 1944. Després de preguntar-li el seu nom i controlar de forma oficial la seva identitat, va ser decapitat amb una guillotina, en un procediment que va durar exactament 7 segons, tal com va quedar registrat.
Pel que fa al seu llegat, una de les persones que ha destacat la influència de Metzer a la seva vida és Thomas Merton. Al seu assaig "Un Màrtir per Pau i Unitat", cita Metzger com a exemple de persona que va morir pels seus ideals pacifistes. En el marc de la seva protesta contra l'abús de poder de Hitler, Metzger va escriure que, "és honorable morir pel teu país, però encara ho és més fer-ho per la justícia i per la pau". Les seves darreres paraules abans de morir van ser: "El futur potser em comprendrà millor, perquè ha estat sempre la meva fatalitat, el fet que he anat avançat al meu temps i no he pogut per tant ser comprès".
El papa Francesc va aprovar el 14 de març del 2024 el decret que reconeix “el martiri” per “l’odi de la fe”.